# Apollo 4
A Apollo 4, também chamada de AS-501, foi um voo espacial não-tripulado norte-americano, o primeiro do Programa Apollo e o primeiro voo teste do Saturno V, o foguete que seria usado para enviar astronautas até a Lua. O veículo espacial foi montado no Edifício de Montagem de Veículos e foi o primeiro a ser lançado do recém construído Centro Espacial John F. Kennedy, na Flórida, e de seu Complexo de Lançamento 39, instalações que tinham sido construídas especialmente para o Saturno V.
Todos os estágios do foguete e sua espaçonave estavam totalmente operantes durante o início do voo, a primeira vez que isso ocorreu com a NASA. Também foi a primeira vez que o primeiro estágio S-IC e o segundo estágio S-II voaram, além da primeira vez que os motores do terceiro estágio S-IVB foram reiniciados durante a missão. A Apollo 4 levou um Módulo de Comando e Serviço do Bloco I a fim de testar várias revisões do Bloco II, incluindo seu escudo de calor durante uma reentrada.
A data original de lançamento foi planejada para ocorrer em algum momento no início de 1967, porém foi adiada até 9 de novembro de 1967 devido a diversos problemas com vários elementos do veículo, além de dificuldades durante os testes pré-voo. Outro fator que contribuiu para os atrasos foi a necessidade de mais inspeções e revisões após o incêndio da Apollo 1 em janeiro de 1967, em que três astronautas morreram. Todas essas questões adiaram a missão no decorrer de boa parte de 1967.
A Apollo 4 foi lançada na manhã de 9 de novembro de 1967 e amerrissou no Oceano Pacífico pouco menos de nove horas depois, tendo realizado todos os seus objetivos. A NASA considerou que a missão foi um sucesso completo, pois provou que o Saturno V funcionava como planejado. Isto mostrou-se uma etapa importante em direção do objetivo final do programa espacial dos Estados Unidos, que era pousar astronautas na Lua e trazê-los de volta em segurança até o final da década de 1960.

## Antecedentes
John F. Kennedy, presidente dos Estados Unidos, propôs em 1961 que seu país pousasse um astronauta na Lua e o trouxesse em segurança de volta para a Terra até o final da década. Uma das primeiras escolhas que precisavam ser feitas era qual veículo de lançamento usar. A NASA decidiu usar o foguete Saturno C-5, um veículo de três estágios baseado em foguetes que já estavam em desenvolvimento. Isto foi formalmente aprovado pela NASA em 1962, que contemplou um primeiro voo teste em 1965 e um primeiro voo tripulado até 1967, deixando espaço de sobra para realizar o objetivo de Kennedy. A NASA redesignou o C-5 no início de 1963 como Saturno V.
Foi decidido no final de 1962, após longos debates dentro da NASA, que as missões lunares ocorreriam no modo de encontro orbital lunar, em que uma espaçonave completa seria colocada no caminho da Lua pelo terceiro estágio do veículo de lançamento. Os astronautas que realizariam a alunissagem, assim que estivessem na órbita lunar, entrariam no que então era chamado de Módulo de Excursão Lunar, que se separaria do resto da espaçonave e alunissaria, decolando da superfície e depois sendo descartado assim que a tripulação se transferisse de volta para a nave. O restante do veículo retornaria para a Terra. As instalações de lançamento em desenvolvimento não seriam suficientes para o novo foguete, assim a NASA anunciou em 1962 planos para um novo complexo no litoral da Flórida do qual as missões Apollo poderiam ser lançadas. Essa instalação foi inicialmente chamada de Centro de Operações de Lançamento, porém foi renomeada para Centro Espacial John F. Kennedy depois do assassinato de Kennedy em novembro de 1963. A Apollo 4 foi o primeiro voo lançado do Centro Espacial Kennedy e o primeiro usando o Complexo de Lançamento 39, construído para acomodar o Saturno V.
Os primeiros três voos carregando equipamentos Apollo seriam lançados em foguetes Saturno IB. Este veículo era menor e não usaria as instalações do Centro Espacial Kennedy, porém as questões solucionadas nessas missões seriam válidas também para aquelas lançadas com o Saturno V. Tanto o Saturno IB quanto o Saturno V usavam o estágio S-IVB, porém no Saturno IB ele era seu segundo e último estágio, em vez do terceiro como no caso do Saturno V. Consequentemente, muitas das qualificações de voo para as cargas que o Saturno V iria levar poderiam ser adquiridas sem a necessidade de gastar um veículo de lançamento maior. Além das qualificações de voo dos equipamentos, era também necessário provar que os sistemas em solo no Centro Espacial Kennedy poderiam lançar em Saturno V antes de arriscar as vidas dos astronautas.
As três missões do Saturno IB – AS-201, AS-202 e AS-203 – ocorreram em 1966 e foram todas bem sucedidas. Segundo os historiadores Charles D. Benson e William B. Flaherty sobre a história do Centro Espacial Kennedy, "Os lançamentos Apollo-Saturno IB de 1966 representaram ganhos importantes para a equipe de lançamento da NASA. O CL-34 e o CL-37, locais de teste para checkout automatizado, foram considerados deficientes. O [Centro Espacial Kennedy] corrigiu os grandes problemas de automação nos 20 meses entre a AS-201 e AS-501. Sem esses avanços de tentativa e erro, a AS-501, o lançamento mais complicado da história da Apollo, teria sido muito mais difícil".

## Atrasos

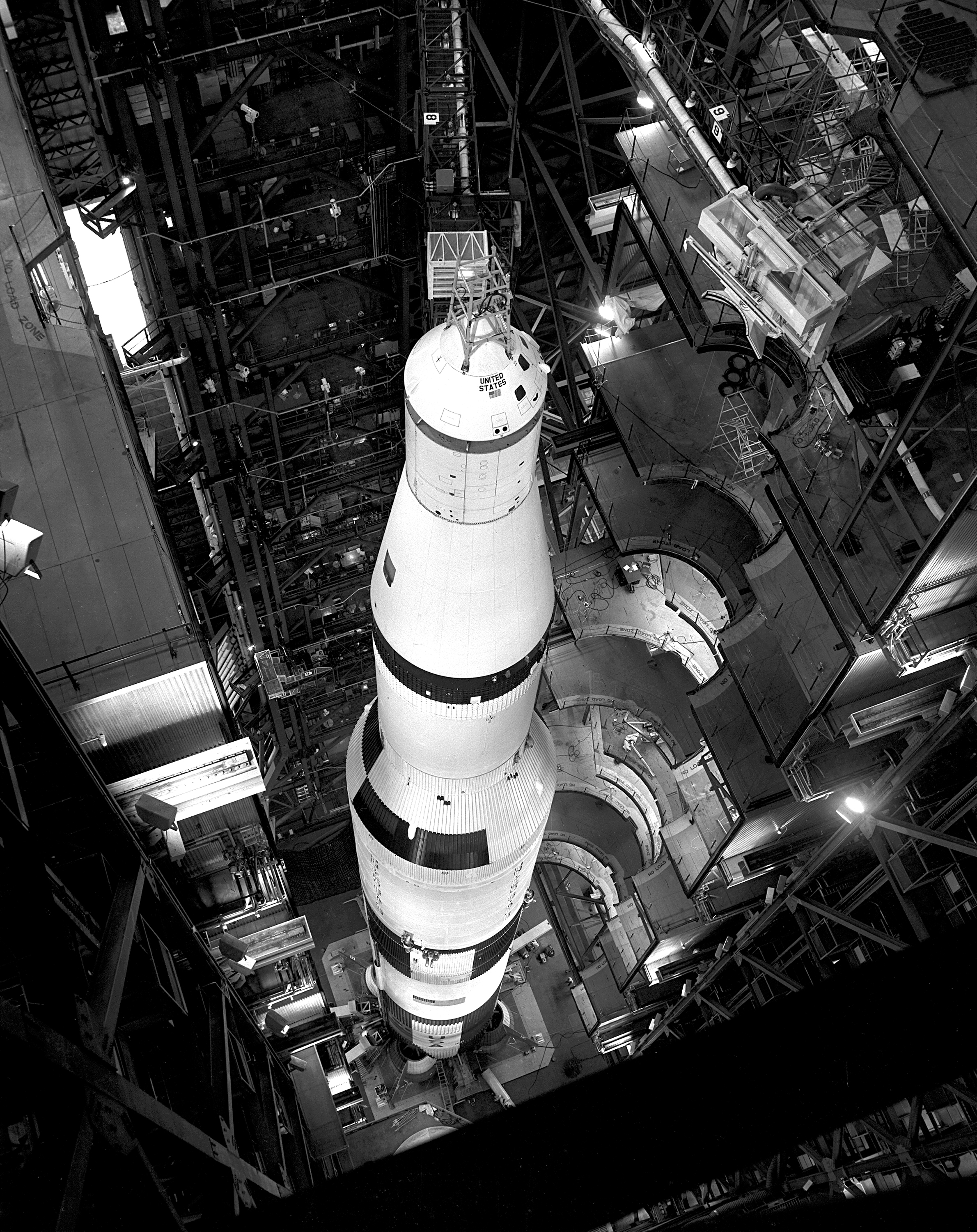
O Saturno V SA-501 dentro do Edifício de Montagem de Veículos, 25 de maio de 1967

O major-general Samuel C. Phillips, o Diretor do Programa Apollo, programou a missão AS-501, como a Apollo 4 era conhecida na época, para janeiro de 1967. Ela seria o primeiro voo teste do Saturno V. Isto deixou pouco espaço para atrasos, especialmente já que mais dois lançamentos do Saturno V estavam planejados para mais adiante no mesmo ano. Muitos dos oficiais do Programa Apollo não estavam confiantes com a data de lançamento proposta, com estes sentimentos mostrando-se corretos. Uma explosão em um tubo de conexão de oxigênio líquido fluindo para o Complexo de Lançamento 39 abriu a possibilidade para um atraso de várias semanas.
A North American Aviation era a contratante para o segundo estágio S-II do Saturno V e para o Módulo de Comando e Serviço. Entretanto, a NASA estava tendo problemas com a North American sobre seu cronograma, custo e qualidade dos dois programas, algo sério o bastante para que Phillips fosse até as instalações da empresa na Califórnia em novembro e dezembro de 1965 a fim de investigar o que estava ocorrendo e recomendar soluções. Ele publicou suas conclusões em um relatório para seu superior, George Mueller. Técnicos encontraram rachaduras no S-II, adiando seus testes de acionamento antes de ser aceito pela NASA. Partes do foguete começaram a chegar no Centro Espacial Kennedy enquanto a North American trabalhava nos consertos. O primeiro a chegar foi o S-IVB em 14 de agosto de 1966 a bordo da aeronave Pregnant Guppy, seguido pelo primeiro estágio S-IC por barca em 12 de setembro. Um "espaçador" em forma de carretel assumiu o lugar do S-II e permitiu que a NASA empilhasse o foguete dentro do Edifício de Montagem de Veículos. Como o S-II ainda não tinha chegado até novembro, com sua data original de entrega tendo sido julho, a NASA planejou sua chegada para janeiro de 1967 e o lançamento para três meses depois. O Módulo de Comando e Serviço chegou em 24 de dezembro de 1966, com o S-II chegando em 21 de janeiro de 1967. O último item a chegar na Flórida foi o interestágio inferior, a estrutura que separava o primeiro e segundo estágios, em 31 de janeiro.
O incêndio da Apollo 1 em 27 de janeiro de 1967, em que os astronautas Gus Grissom, Edward White e Roger Chaffee foram mortos durante um teste na plataforma de lançamento, atrapalhou e questionou ainda mais os cronogramas da NASA; mesmo a AS-501 sendo um voo não-tripulado, os oficiais da agência queria examinar o Módulo de Comando e Serviço mais atentamente. A NASA removeu a espaçonave e planejou empilhar o veículo novamente depois disso ter sido feito, porém as inspeções revelaram a presença de 1 407 erros com a espaçonave. Os inspetores encontraram muitos fios roteados e esfolados ao acaso, matéria-prima para curtos-circuitos.

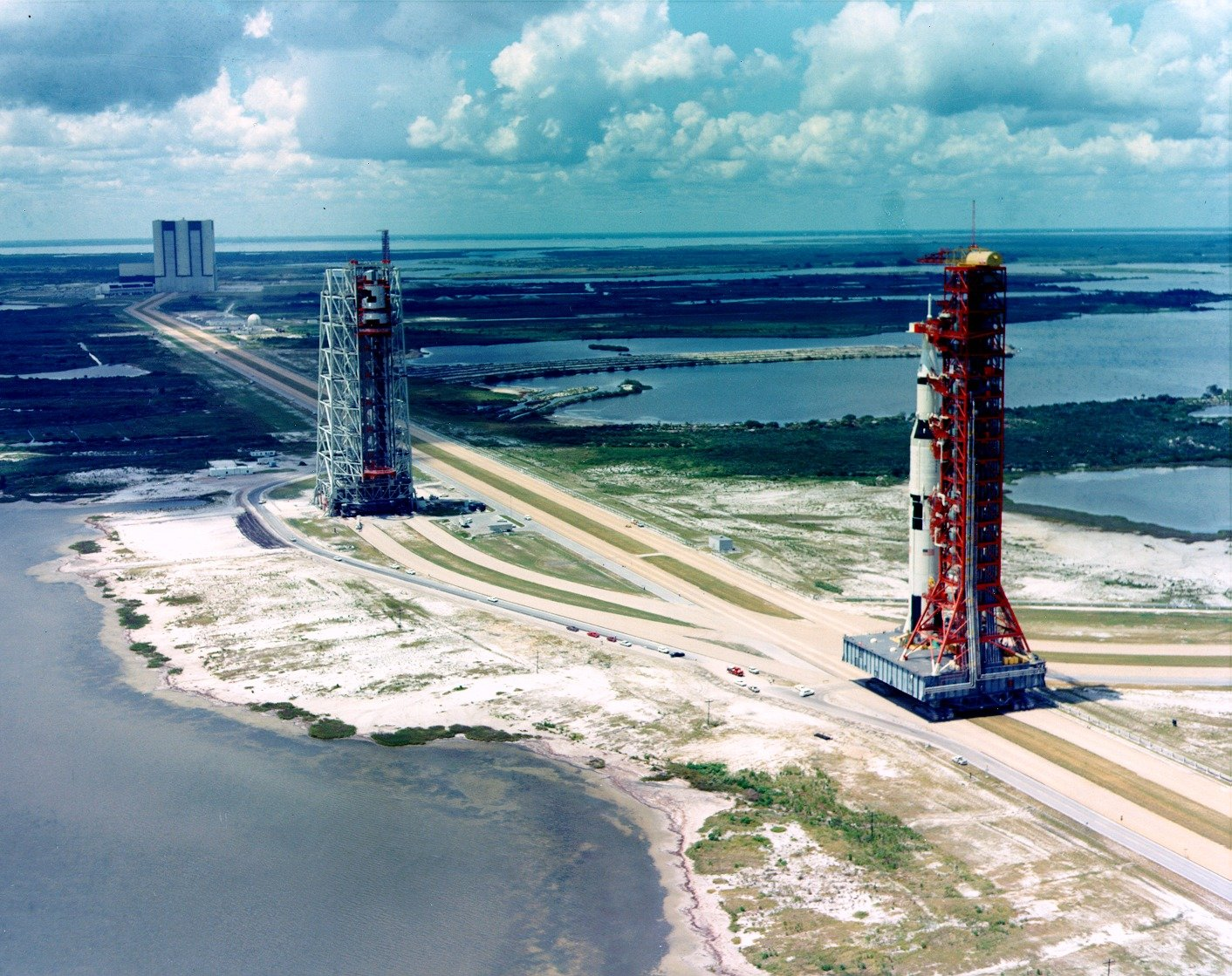
O Saturno V SA-501 da Apollo 4 sendo transferido para o Complexo de Lançamento 39, 26 de agosto de 1967

Outros problemas foram descobertos, como a presença de um parafuso errante dentro de um dos motores J-2, com a NASA ficando preocupada em recuperar o item e também descobrir como ele foi parar lá a fim de garantir que nada semelhante ocorresse novamente. Uma reunião em março de 1967, com a presença de Phillips, relatou 1,2 mil problemas com o Saturno V, com os técnicos propondo solucioná-los à uma taxa de oitenta por dia. O espaçador foi removido do veículo enquanto o Módulo de Comando e Serviço estava sendo consertado e o S-II foi posicionado. Foi anunciado em 24 de maio que o S-II seria removido para inspeção depois da descoberta de rachaduras em outro S-II em construção, com esse trabalho sendo finalizado em meados de junho, depois do qual o módulo foi empilhado de novo, tornando-se a primeira vez que todo o veículo de lançamento e espaçonave foram montados juntos. O Saturno V foi transferido por um transportador para o Complexo de Lançamento 39 em 26 de agosto, enquanto a Estrutura Móvel de Serviço que permitia acesso ao foguete e espaçonave foi colocada ao seu lado dois dias depois. Foi a primeira vez que a NASA montou um veículo longe de seu local de lançamento, que protegia seu pessoal e equipamentos do clima húmido e quente da Flórida.
Um teste de demonstração de contagem regressiva foi originalmente marcado para 20 de setembro, porém logo foi adiado para o dia 25 e só foi começar na tarde do dia 27. Mais dois dias já tinham sido perdidos com atrasos até 2 de outubro, porém a contagem chegou em 45 minutos para o lançamento no dia 4. Foi nesse momento que um computador parou de funcionar e a contagem voltou para treze horas antes do lançamento, recomeçando em 9 de outubro. Mais problemas de computador e outros equipamentos ocorreram. A equipe de lançamento nessa altura estava exausta e uma pausa de dois dias foi declarada. O teste finalmente terminou em 13 de outubro, significando que ele demorou três semanas em vez da uma semana planejada. Com a atenção do mundo sobre o lançamento, Julian Scheer, o chefe de relações públicas da NASA, levou as questões céticas da mídia sobre o lançamento da missão até James Webb, o Administrador da NASA, algo que gerou uma reunião acalorada em que Webb afirmou que anunciaria a data do lançamento quando quisesse.
Essas dificuldades mesmo assim proporcionaram uma experiência valiosa para a equipe de lançamento, porém significou que a Apollo 4 não poderia ser lançada antes de 7 de novembro. Uma revisão de prontidão de voo em 19 de outubro liberou o lançamento, presumindo que os testes e modificações restantes fossem completados satisfatoriamente. Phillips adiou o lançamento em 2 de novembro até o dia 9 por estar preocupado com vazamentos em potencial nos anéis de selamento de teflon, além também das válvulas de drenagem de oxigênio líquido a bordo do veículo devido ao tempo que o foguete ficou na plataforma de lançamento sob o sol da Flórida.

## Objetivos
O propósito da Apollo 4, junto com a Apollo 6, o outro teste não-tripulado do Saturno V, era qualificar o veículo de lançamento, a espaçonave Apollo e os sistemas em solo para operarem nas missões lunares tripuladas que ocorreriam depois. A missão, além de ser o primeiro voo do Saturno V, marcou também o primeiro voo de dois de seus estágios: o primeiro estágio S-IC e o segundo estágio S-II, enquanto o terceiro estágio S-IVB tinha voado como parte do Saturno IB.
Os objetivos da missão Apollo 4 eram obter dados de voo sobre a integridade estrutural do Saturno V e da espaçonave Apollo e sua compatibilidade mútua, incluindo sobre cargas de voo e durante as separações de cada estágio do foguete enquanto eram esgotados e descartados. A NASA também queria dados de operações de subsistemas, incluindo o subsistema de detecção de emergência, além de avaliar o escudo de calor do Módulo de Comando sob condições que simulariam o retorno de uma missão lunar. A agência também queria testar as capacidades de reinicialização do S-IVB no espaço. Todos esses objetivos seriam realizados com sucesso.

## Equipamentos

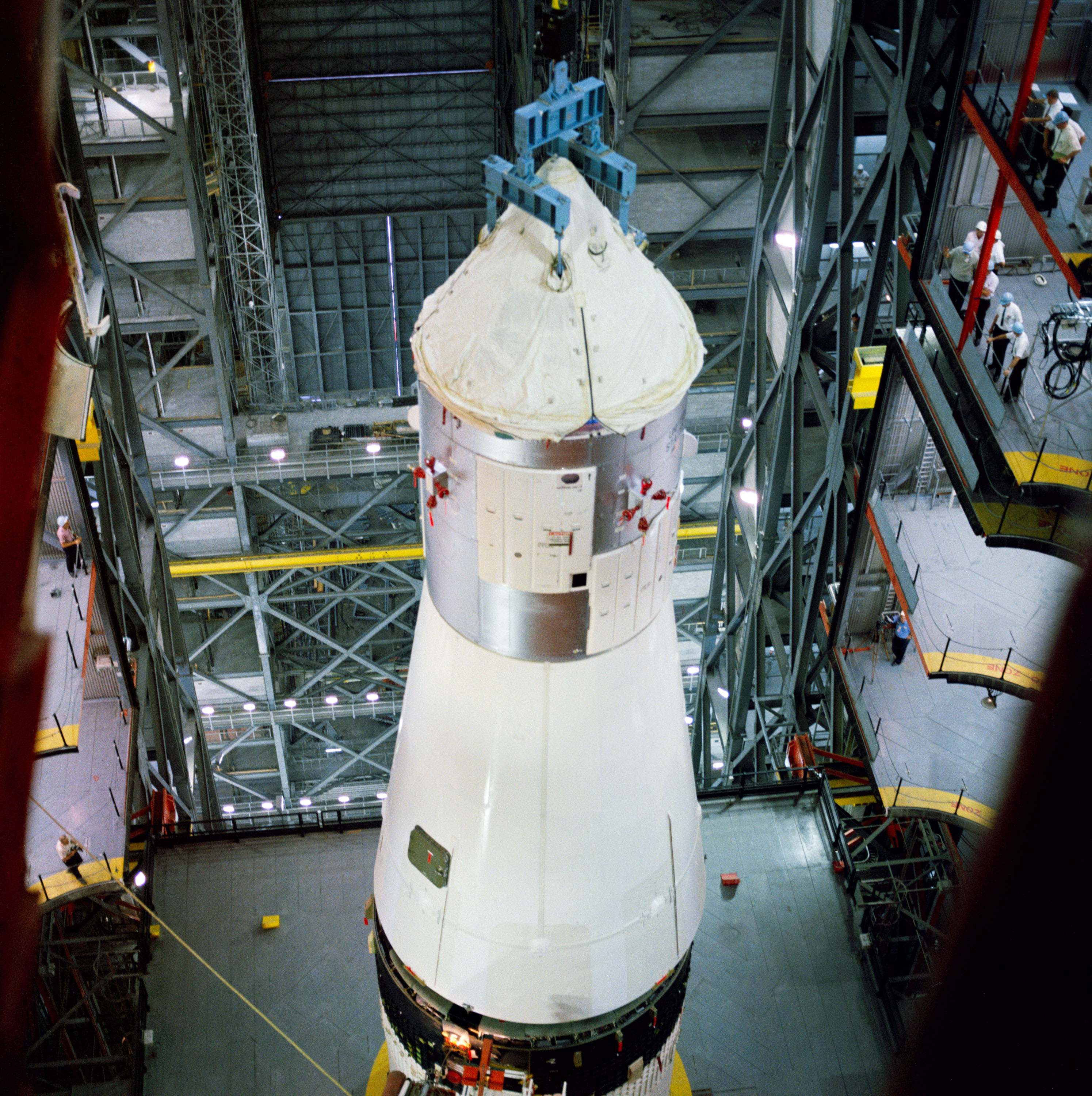
O CSM-017 sendo posicionado para ser empilhado junto ao veículo de lançamento, 20 de junho de 1967

A Apollo 4 carregou o CSM-017, um projeto do Módulo de Comando e Serviço do Bloco I que tinha a intenção de servir para testes e para os primeiros voos do Programa Apollo em órbita da Terra. Ele não tinha a capacidade de acoplar com um Módulo Lunar, diferentemente das espaçonaves do Bloco II que iriam para a Lua. O CSM-017 era feito do módulo de comando CM-017 e do módulo de serviço SM-020. O CM-017 foi o segundo módulo de comando totalmente funcional entregue para a NASA; o primeiro foi o CM-012, designado para a Apollo 1 e que foi seriamente danificado pelo incêndio. O SM-020 originalmente seria parte do CSM-020, que estava programado para o segundo teste do Saturno V, porém isto foi alterado depois que o SM-017 foi danificado em uma explosão e precisou ser desmontado.
Várias mudanças importantes oriundas dos módulos do Bloco II foram implementadas no CSM-017 para propósitos de certificação, pois nenhuma espaçonave do Bloco II voaria sem uma tripulação. Estas mudanças incluíam trocar o escudo de calor para os padrões do Bloco II, usar um conector umbilical entre módulo de comando com o módulo de serviço do Bloco II e instalar antenas VHF e banda-S no estilo do Bloco II. Além disso, houve modificações na escotilha. O fato da escotilha não poder ser aberta rapidamente em caso de emergência foi o que prendeu os astronautas da Apollo 1 durante o incêndio e custou suas vidas, com a escotilha sendo reprojetada. Essa nova escotilha só estava programada para voar na Apollo 6, porém seus selos deveriam ser qualificados em voo na Apollo 4, com a janela sendo substituída por um painel de teste simulando os selos e o exterior do escudo de calor. O aprimoramento do escudo de calor foi feito já que a velocidade de reentrada da Apollo 4 na atmosfera tinha a intenção de simular um retorno da Lua. Equipamentos especiais foram instalados a fim de permitir que o Controle da Missão operasse os sistemas do Módulo de Comando e Serviço remotamente, enquanto uma câmera automática tiraria fotos da Terra a partir de uma das janelas da espaçonave durante sua última órbita. O Módulo de Comando não foi equipado com bancos, controles ou monitores já que não haveria tripulação.
Um Artigo Teste do Módulo Lunar, o LTA-10R, foi carregado e permaneceu dentro do Adaptador Espaçonave–Módulo Lunar, designado SLA-8, no terceiro estágio do Saturno V durante todo o voo. O artigo teste consistia de um estágio de descida sem seu trem de pouso e com seus tanques de combustível e oxidante contendo uma mistura de água, etilenoglicol e freon. Havia um modelo do estágio de subida em cima dele, feito de alumínio com lastro e sem sistemas de voo. O artigo teste e o adaptador foram instrumentados a fim de medir o estresse sobre eles enquanto o Saturno V subia para a órbita. O LTA-10R seria destruído quando o S-IVB reentrasse na atmosfera.

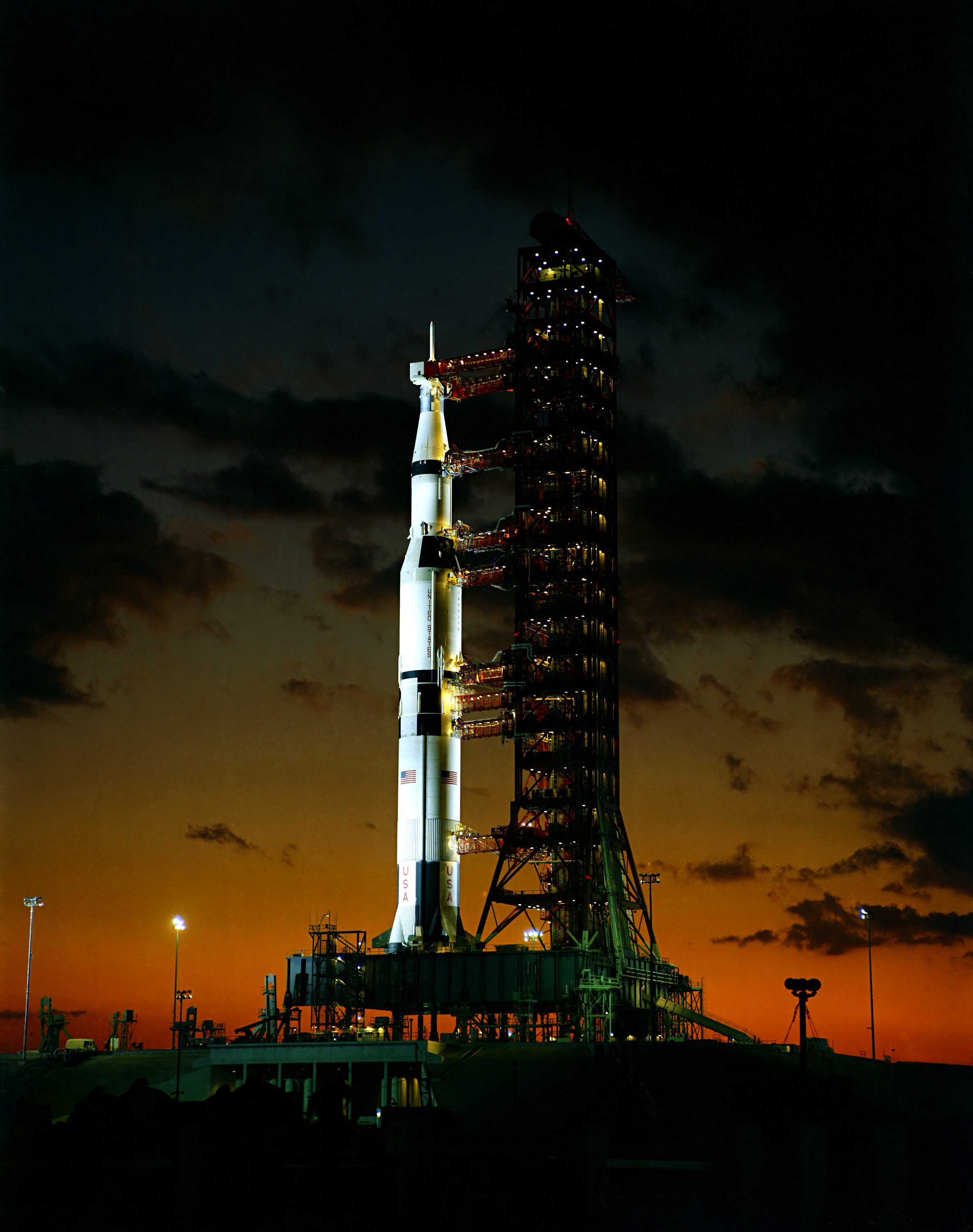
O SA-501 da Apollo 4 na plataforma de lançamento, 8 de novembro de 1967

A Apollo 4 foi o primeiro voo do Saturno V. Ele era na época o maior veículo de lançamento a tentar voar. A missão foi a primeira vez que a NASA realizou um teste "completo", em que todos os estágios do foguete estavam funcionando e o veículo levando uma espaçonave operacional. Mueller, na época o chefe do Escritório da NASA de Voo Espacial Tripulado, era um engenheiro de sistemas que anteriormente trabalhou em projetos de mísseis militares. Ele percebeu que testes completos tinham ajudado a rapidamente desenvolver o programa LGM-30 Minuteman da Força Aérea, reconhecendo que isso poderia ser usado para cumprir os cronogramas do Programa Apollo. Ele ordenou em um memorando de 1963 que os primeiros voos tanto do Saturno IB quanto do Saturno V fossem não-tripulados, que cada estágio estivesse totalmente operacional e que cada um levasse uma espaçonave também operacional. O segundo voo de cada veículo também seria não-tripulado, enquanto o terceiro seria tripulado. Anteriormente, a equipe de Wernher von Braun no Centro de Voos Espaciais George C. Marshall testava novos foguetes ao testar cada estágio incrementalmente. O Saturno V seria testado totalmente de uma vez só, com todos os estágios ligados e capacitados para voo, incluindo o Módulo de Comando e Serviço. A decisão simplificou dramaticamente a fase de testes e eliminou quatro missões, porém exigia que tudo funcionasse direito na primeira vez. Os administradores do Programa Apollo tinham dúvidas sobre um teste completo, porém concordaram com certa relutância já que testes de componentes incrementais acabariam adiando o objetivo da alunissagem até além de 1970.

## Numeração
A Apollo 4 foi a primeira missão a voar sob o esquema de numeração oficial do Programa Apollo como aprovado por Mueller em 24 de abril de 1967. A planejada primeira missão tripulada, em preparação para a qual Grissom, White e Chaffee morreram, foi retroativamente designada como Apollo 1 conforme o pedido das viúvas dos três astronautas. Apesar de três voos não-tripulados do Saturno IB já terem ocorrido, apenas dois foram com uma espaçonave Apollo, pois a AS-203 levou apenas um cone aerodinâmico no topo do veículo de lançamento. Mueller voltou para uma sequência numérica a partir da Apollo 4, porém nunca chegou a designar uma Apollo 2 ou Apollo 3.

## Cobertura da mídia
Muitos convidados se aglomeraram no Centro Espacial Kennedy nos dias antes do lançamento. Braun chegou em 6 de novembro para um jantar executivo exclusivo e conferência. Executivos da NASA, figuras da indústria, líderes parlamentares e diplomatas também apareceram. Cada centro da NASA tinha uma lista de convidados distintos, assim como a sede da agência em Washington, com duplicadas sendo resolvidas para que o diretor de cada centro pudesse convidar pessoas pessoalmente. Eles assistiram ao lançamento a partir de arquibancadas perto do Edifício de Montagem de Veículos. A NASA estabeleceu um centro de imprensa em Cocoa Beach, onde representantes da mídia receberam suas credenciais, e ofereceu passeios pelo Centro Espacial Kennedy, além de um serviço de transporte a cada meia-hora. Instalações telefônicas também foram proporcionadas pela NASA para a imprensa próxima do Complexo de Lançamento 39. Trabalhadores do centro e suas famílias assistiram ao lançamento próximos aos seus locais de trabalho. Além disso, 43 funcionários de contratantes que tinham desempenhado suas funções de maneira exemplar foram selecionados como homenageados de "Conscientização de Voo Tripulado", receberam um passeio especial pelo Centro Espacial Kennedy, participaram de uma noite social com seis astronautas e assistiram ao lançamento.
A cobertura da imprensa sobre a Apollo 4 foi enorme por ser o primeiro voo do Saturno V, com os jornalistas tendo dificuldades para transmitir ao público o tamanho do veículo, afirmando que era mais alto que a Estátua da Liberdade e treze vezes mais pesado. A North American afirmou que o Saturno V era muito mais pesado que um couraçado. Um dia antes do lançamento, Mueller, Phillips, Braun, Robert Seamans e Kurt Debus, estes dois últimos respectivamente o Administrador Adjunto da NASA e o Diretor do Centro Espacial Kennedy, realizaram uma conferência de imprensa diante de mais de mil jornalistas, incluindo alguns da União Soviética e tendo o Saturno V ao fundo.

## Missão
"Nosso prédio está tremendo! O rugido é incrível! O prédio está tremendo! Esta grande janela de vidro está tremendo. Estamos a segurando com nossas mãos! Olhe aquele foguete subir! Para dentro das nuvens a 900 metros! O rugido é incrível! Olhe ele indo! Você pode ver. Parte do nosso teto caiu aqui."

— Walter Cronkite
Em 6 de novembro às 22h30min. EST (3h30min UTC do dia 7), a contagem regressiva de 56 horas e meia começou com o carregamento do propelente. Havia no total 89 caminhões carregando oxigênio líquido, 28 com hidrogênio líquido e 27 com querosene refinado. Desta vez houve poucos problemas, com isto não atrasando o lançamento devido ao uso de pausas programadas na contagem, permitindo que atrasos acumulados fossem eliminados.
O lançamento ocorreu ao meio-dia UTC (7h00min EST) de 9 de novembro. Os cinco motores F-1 iniciaram oito segundos antes do lançamento, enviando um barulho tremendo pelo Centro Espacial Kennedy. A pressão sonora foi muito maior do que o esperado e fez tremer o Edifício de Montagem de Veículos, o Centro de Controle de Lançamento e prédios da imprensa, mesmo com o Complexo de Lançamento 39 estando a mais de cinco quilômetros de distância. Poeira foi deslocada do teto do Centro de Controle de Lançamento e formou uma camada em cima dos consoles dos controladores. O doutor William Donn da Universidade Columbia descreveu a corrente de ar como um dos barulhos, naturais ou artificiais, mais altos da história humana, excluindo explosões nucleares. Walter Cronkite, âncora da emissora CBS, e seu produtor Jeff Gralnick precisaram colocar as mãos na janela de seu trailer para impedir que ela quebrasse ao mesmo tempo que pedaços do teto caíam. Cronkite comentou que a Apollo 4 foi a missão espacial mais assustadora que tinha feito a cobertura.

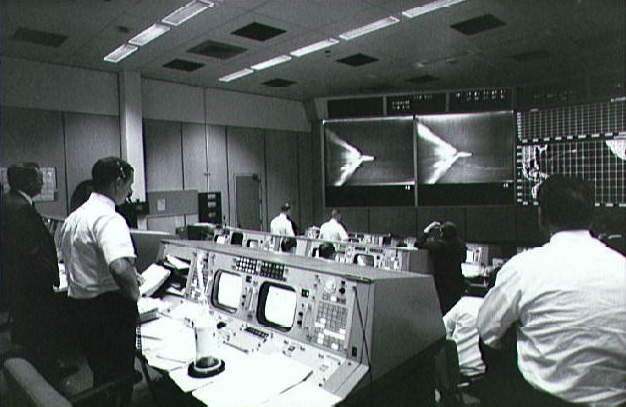
Controladores no Controle da Missão assistindo ao lançamento da Apollo 4

O lançamento colocou o S-IVB e o Módulo de Comando e Serviço em uma órbita quase circular de 190 quilômetros, uma órbita de espera que seria usada em missões lunares. A queima para uma injeção translunar simulada ocorreu depois de duas órbitas, manobra que também ocorreria nas missões para a Lua, sendo a primeira vez que o S-IVB religou no espaço. Ela colocou a espaçonave em uma órbita elíptica de apogeu de 17 218 quilômetros e um perigeu deliberadamente a 84,6 quilômetros abaixo da superfície da Terra; isto garantiria uma reentrada atmosférica em alta velocidade para o Módulo de Comando e a destruição do S-IVB. O Módulo de Comando e Serviço se separou do S-IVB depois da queima e acionou seus motores a fim de ajustar seu apogeu para 18 092 quilômetros. O motor foi acionado de novo por 281 segundos depois do apogeu para aumentar a velocidade de reentrada para 11 168 metros por segundo a uma altitude de 120 quilômetros e ângulo de 6,93 graus negativos, simulando as condições de retorno da Lua.
O Módulo de Comando se separou do Módulo de Serviço e amerrisou a dezesseis quilômetros do local alvo, ao noroeste do Atol Midway, no Oceano Pacífico. Sua descida foi visível do porta-aviões USS Bennington, o principal navio de resgate, que recuperou a cápsula em duas horas junto com um de seus paraquedas, a primeira vez que um paraquedas Apollo foi recuperado para inspeção. A espaçonave foi levada para o Havaí a fim de ser desativada, sendo em seguida transportada para as instalações da North American em Downey para análises pós-voo.

### Câmeras

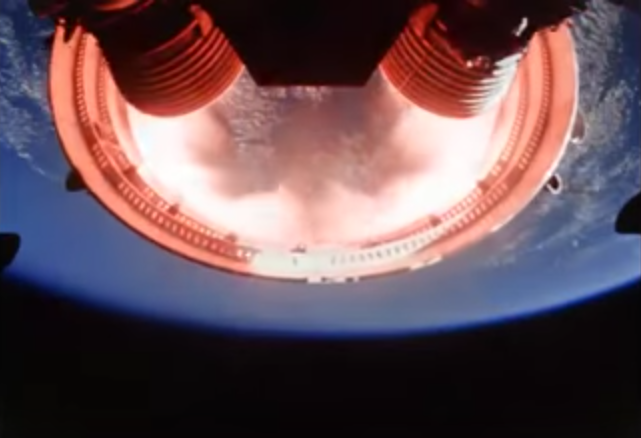
A separação entre primeiro e segundo estágio na Apollo 4

Duas câmeras de filmagem foram levadas na Apollo 4. Elas foram montadas no Saturno V para que pudessem filmar a separação do primeiro estágio S-IC e o interestágio a partir do veículo. Elas depois disso foram ejetadas e caíram no Oceano Atlântico em cápsulas com paraquedas e emitido sinais de rádio localizadores, sendo recuperadas a 870 quilômetros de distância do Centro Espacial Kennedy.
O Módulo de Comando carregou uma câmera de automática de 70 milímetros que tirou fotografias de quase toda a Terra. Um total de 755 imagens coloridas foram tiradas a partir da janela esquerda do módulo, aquela do Piloto do Módulo de Comando, no decorrer de um período de duas horas e treze minutos enquanto a espaçonave aproximava-se e passava por seu apogeu, estando a uma altitude entre 13,5 e 18 mil quilômetros. Estas foram as imagens coloridas da Terra tiradas na maior altitude até então. As fotografias não tinham resolução suficiente para que dados científicos pudessem ser obtidos, porém eram de interesse para aqueles envolvidos em geociência.

## Pós-missão

A Terra vista da Apollo 4, com o litoral do Brasil e do ocidente da África visíveis

Todo os sistemas do veículo de lançamento e da espaçonave funcionaram satisfatoriamente. Cada um dos três estágios do Saturno V queimaram por um pouco mais tempo do que o esperado, porém isso deixou a espaçonave em uma órbita apenas um quilômetro mais alta do que o planejado, algo dentro dos limites de tolerância. Uma queima onze segundos mais longa fez com que o Módulo de Comando reentrasse na atmosfera da Terra ligeiramente mais rápido e em um ângulo mais raso do que o planejado, porém também dentro da tolerância. Essa discrepância não ocorreu por problemas no sistema de orientação, que funcionou de forma exemplar, mas porque as queimas tinham sido controladas do solo. Os sistemas de controle ambiental da espaçonave mantiveram a temperatura e pressão da cabine estáveis, com a primeira aumentando em apenas 5,6 graus Celsius durante a reentrada.
O presidente Lyndon B. Johnson comentou que "O mundo todo pode ver a vista incrível do primeiro lançamento daquilo que é agora o maior foguete já voado. Este lançamento simboliza o poder que desta nação está aproveitando para a exploração pacífica do espaço". Braun falou que foi "um lançamento hábil todo o caminho, desde a decolagem exatamente na hora até a performance de cada um dos estágios". O historiador Roger E. Bilstein escreveu que "a missão impecável da Apollo 4 exaltou toda a organização da NASA; todos olharam adiante com espíritos alegres". Mueller disse que a Apollo 4 aumentou a confiança de muitos e mostrou que era possível pousar astronautas na Lua até 1969. Os historiadores Courtney G. Brooks, James M. Grimwood e Loyd S. Swenson resumiram a missão como:
| “ | Tecnicamente, gerencialmente e psicologicamente, a Apollo 4 foi uma missão importante e bem-sucedida, especialmente em vista do número de primeiros que ela abordou. Foi o primeiro voo do primeiro e segundo estágios do Saturno V (o estágio S-IVB já tinha voado nos veículos de lançamento Saturno IB), o primeiro lançamento do Saturno V completo, a primeira reiniciação do S-IVB em voo orbital, a primeira decolagem do Complexo 39, o primeiro voo teste do escudo de calor do módulo de comando do Bloco II, o primeiro voo até mesmo de um módulo lunar simulado, e assim por diante. O fato de que tudo funcionou tão bem e com pouquíssimos problemas deu à NASA um sentimento de confiança, como Phillips colocou, de que a 'Apollo [estava] no caminho da Lua'. | ” |

A Apollo 6, o segundo voo teste do Saturno V, foi lançada em 4 de abril de 1968. Desta vez os estágios do foguete deram mais problemas do que na Apollo 4, com a missão tendo sofrido oscilações pogo durante seu primeiro estágio e o desligamento prematuro de dois motores no segundo estágio, porém mesmo assim foi decidido que um terceiro voo não-tripulação era desnecessário. O Saturno V voou com uma tripulação pela primeira vez na Apollo 8 em dezembro de 1968. Um Saturno V lançou astronautas ao espaço, na maioria dos casos para a Lua, em todas as missões posteriores do Programa Apollo até seu encerramento em dezembro de 1972.
O CSM-017 foi transferido para o Instituto Smithsoniano em janeiro de 1969. Ele estavam em exposição no Museu da Vida e Ciência da Carolina do Norte, em Durham, em 1978. A espaçonave foi depois colocada em exibição pública no Centro Espacial John C. Stennis no Condado de Hancock, no Mississippi, onde permaneceu até 2012. Ele está atualmente em exibição no centro de visitantes do Centro Espacial Stennis, o Centro de Ciências Infinitas, em Pearlington, no Mississippi.